# Ciclismo ai Giochi della V Olimpiade - Corsa individuale
La Cronometro maschile di ciclismo su strada dei Giochi della V Olimpiade fu svolta il 7 luglio 1912 a Stoccolma, in Svezia.
La gara consisteva in una prova a cronometro sui 315,385 km (196 miglia).

## Classifica
Nota: R ritirato
| Pos. | Corridore             | Squadra       | Tempo      |
| ---- | --------------------- | ------------- | ---------- |
| 1    | Rudolph Lewis         | Sud Africa    | 10h42'39"  |
| 2    | Freddie Grubb         | Gran Bretagna | a 8'45"    |
| 3    | Carl Schutte          | Stati Uniti   | a 9'59"    |
| 4    | Leon Meredith         | Gran Bretagna | a 17'23"   |
| 5    | Frank Brown           | Canada        | a 18'21"   |
| 6    | Antti Raita           | Finlandia     | a 19'41"   |
| 7    | Erik Friborg          | Svezia        | a 21'38"   |
| 8    | Ragnar Malm           | Svezia        | a 25'35"   |
| 9    | Axel Wilhelm Persson  | Svezia        | a 28'20"   |
| 10   | Algot Lönn            | Svezia        | a 29'23"   |
| 11   | Al Loftes             | Stati Uniti   | a 31'12"   |
| 12   | Alex Ekström          | Svezia        | a 32'11"   |
| 13   | Albert Kruschel       | Stati Uniti   | a 34'51"   |
| 14   | Birger Andreassen     | Norvegia      | a 37'35"   |
| 15   | Henrik Morén          | Svezia        | a 38'52"   |
| 16   | John Wilson           | Gran Bretagna | a 39'04"   |
| 17   | Walden Martin         | Stati Uniti   | a 41'16"   |
| 18   | Charles Moss          | Gran Bretagna | a 41'16"   |
| 19   | Werner Karlsson       | Svezia        | a 41'39"   |
| 20   | Joe Kopsky            | Stati Uniti   | a 44'27"   |
| 21   | Vilho Oskari Tilkanen | Finlandia     | a 45'59"   |
| 22   | Bill Hammond          | Gran Bretagna | a 46'37"   |
| 23   | Robert Rammer         | Austria       | a 48'01"   |
| 24   | Robert Thompson       | Gran Bretagna | a 48'37"   |
| 25   | Olaf Meyland-Smith    | Danimarca     | a 49'45"   |
| 26   | Franz Lemnitz         | Germania      | a 51'53"   |
| 27   | Rudolf Baier          | Germania      | a 52'22"   |
| 28   | John Becht            | Stati Uniti   | a 52'25"   |
| 29   | Stanley Jones         | Gran Bretagna | a 55'01"   |
| 30   | Bert Gayler           | Gran Bretagna | a 56'22"   |
| 31   | Adolf Kofler          | Austria       | a 56'53"   |
| 32   | Charles Hansen        | Danimarca     | a 57'25"   |
| 33   | Oswald Rathmann       | Germania      | a 57'39"   |
| 34   | Johan Kankkonen       | Finlandia     | a 58'56"   |
| 35   | Jock Miller           | Gran Bretagna | a 1h01'22" |
| 36   | Georg Warsow          | Germania      | a 1h02'45" |
| 37   | Francis Higgins       | Gran Bretagna | a 1h03'05" |
| 38   | Arthur Gibbon         | Gran Bretagna | a 1h03'21" |
| 39   | Charlie Davey         | Gran Bretagna | a 1h04'47" |
| 40   | Joseph Racine         | Francia       | a 1h07'53" |
| 41   | David Stevenson       | Gran Bretagna | a 1h10'16" |
| 42   | Alberto Downey        | Cile          | a 1h10'23" |
| 43   | Rudolf Kramer         | Austria       | a 1h10'33" |
| 44   | Otto Männel           | Germania      | a 1h10'48" |
| 45   | Josef Hellensteiner   | Austria       | a 1h11'21" |
| 46   | Josef Zilker          | Austria       | a 1h11'59" |
| 47   | Paul Henrichsen       | Norvegia      | a 1h12'44" |
| 48   | Johannes Reinwaldt    | Danimarca     | a 1h14'41" |
| 49   | Charles Hill          | Gran Bretagna | a 1h15'17" |
| 50   | André Capelle         | Francia       | a 1h17'09" |
| 51   | Gunnar Björk          | Svezia        | a 1h18'10" |
| 52   | Alois Wacha           | Austria       | a 1h18'33" |
| 53   | Godtfred Olsen        | Danimarca     | a 1h23'39" |
| 54   | Jesse Pike            | Stati Uniti   | a 1h23'42" |
| 55   | Wilhelm Rabe          | Germania      | a 1h24'16" |
| 56   | Jerome Steinert       | Stati Uniti   | a 1h25'53" |
| 57   | Josef Rieder          | Germania      | a 1h29'53" |
| 58   | Cárlos Koller         | Cile          | a 1h31'10" |
| 59   | Ernest Merlin         | Gran Bretagna | a 1h33'29" |
| 60   | Andrejs Apsītis       | Russia        | a 1h35'41" |
| 61   | Martin Koch           | Germania      | a 1h35'43" |
| 62   | Robert Birker         | Germania      | a 1h36'48" |
| 63   | Bohumil Rameš         | Boemia        | a 1h37'33" |
| 64   | René Gagnet           | Francia       | a 1h37'53" |
| 65   | Anton Hansen          | Norvegia      | a 1h38'44" |
| 66   | Hjalmar Väre          | Finlandia     | a 1h38'50" |
| 67   | Michael Walker        | Gran Bretagna | a 1h45'10" |
| 68   | James Stevenson       | Gran Bretagna | a 1h45'11" |
| 69   | Arturo Friedemann     | Cile          | a 1h45'41" |
| 70   | Frank Meissner        | Stati Uniti   | a 1h46'30" |
| 71   | Francis Guy           | Gran Bretagna | a 1h49'40" |
| 72   | Valdemar Nielsen      | Danimarca     | a 1h50'30" |
| 73   | István Müller         | Ungheria      | a 1h56'49" |
| 74   | José Torres           | Cile          | a 1h57'00" |
| 75   | János Henzsel         | Ungheria      | a 1h59'37" |
| 76   | Hermann Smiel         | Germania      | a 2h06'22" |
| 77   | Gyula Mazur           | Ungheria      | a 2h08'16" |
| 78   | George Watson         | Canada        | a 2h09'43" |
| 79   | Carl Lüthje           | Germania      | a 2h17'52" |
| 80   | Ralph Mecredy         | Gran Bretagna | a 2h21'00" |
| 81   | John Walker           | Gran Bretagna | a 2h33'11" |
| 82   | Matthew Walsh         | Gran Bretagna | a 2h48'38" |
| 83   | Georges Valentin      | Francia       | a 2h51'20" |
| 84   | Ignác Teiszenberger   | Ungheria      | a 2h55'56" |
| 85   | Bernhard Doyle        | Gran Bretagna | a 2h59'32" |
| 86   | George Corsar         | Gran Bretagna | a 3h08'43" |
| 87   | Václav Tintěra        | Boemia        | a 3h27'55" |
| 88   | Bohumil Kubrycht      | Boemia        | a 3h28'42" |
| 89   | Étienne Chéret        | Francia       | a 3h32'39" |
| 90   | Arthur Griffiths      | Gran Bretagna | a 3h32'45" |
| 91   | Gaston Alancourt      | Francia       | a 3h41'20" |
| 92   | Pierre Peinaud        | Francia       | a 4h07'20" |
| 93   | André Lepère          | Francia       | a 4h20'39" |
| 94   | Alexis Michiels       | Francia       | a 4h33'20" |
| R    | Fyodor Borisov        | Russia        | -          |
| R    | Károly Teppert        | Ungheria      | -          |
| R    | Hans Olsen            | Danimarca     | -          |
| R    | Carl Olsen            | Norvegia      | -          |
| R    | Augusts Kepke         | Russia        | -          |
| R    | Jānis Prātnieks       | Russia        | -          |
| R    | Valdemar Nielsen      | Danimarca     | -          |
| R    | Jan Vokoun            | Boemia        | -          |
| R    | Edgars Rihters        | Russia        | -          |
| R    | Carl Lundquist        | Svezia        | -          |
| R    | Arvid Pettersson      | Svezia        | -          |
| R    | Fridrihs Bošs         | Russia        | -          |
| R    | John Kirk             | Gran Bretagna | -          |
| R    | Karl Gulbrandsen      | Norvegia      | -          |
| R    | Jēkabs Bukse          | Russia        | -          |
| R    | Martin Sæterhaug      | Norvegia      | -          |
| R    | Hjalmar Levin         | Svezia        | -          |
| R    | Otto Jensen           | Danimarca     | -          |
| R    | Jean Patou            | Belgio        | -          |
| R    | Sergej Pesteryev      | Russia        | -          |
| R    | Jacques Marcault      | Francia       | -          |
| R    | Jānis Līvens          | Russia        | -          |
| R    | Louis Bès             | Francia       | -          |
| R    | René Rillon           | Francia       | -          |
| R    | Arthur Stokes         | Gran Bretagna | -          |
| R    | Kārlis Kepke          | Russia        | -          |
| R    | František Kundert     | Boemia        | -          |
| R    | Juho Jaakonaho        | Finlandia     | -          |
| R    | Josef Landsberg       | Svezia        | -          |